# Orgue de processó aragonès del segle XVII
És un orgue fabricat a Aragó durant la segona meitat del segle xvii, d'aquí que sigui conegut com el “zaragozano”. El teclat està compost per quaranta-dues tecles, de Do1 a La4, i consta de varis registres: espigueta 4' sense registre; 12a 2 2/3 amb xemeneies, 19a - 19a, 22a - 22a, 24a - 17a, 29a - 15a, 29a-22a, i no té tiradors (l'organista posa i treu els registres movent els caps de les corredores, que surten pels costats de la caixa).

## Característiques i història
Els orgues de processó són petits orgues portàtils destinats a sonar pel carrer, a l'aire lliure, i com a tals presenten una disposició força diferent dels instruments de cambra o d'església i, sobretot, una harmonització que fa que sonin extremadament fort. En aquest cas, la pressió sonora que arriba a les orelles de l'organista que el toca és de 110 dB, al límit del dolor i dels defectes auditius. És, per tant, poc recomanable i poc adient tocar-lo en interiors, com la mateixa sala del Museu on està exposat.
El moble és de fusta amb una decoració a base de policromia i d'estucats daurat en forma d'elements geomètics i estilitzacions vegetals, les portes exteriors a més a méspresenten grafies àrabs. El moble està rematat amb un escut heràldic tallat, daurat i policromat, coronat i amb cinc creus, tres de les quals són de Montesa. I la part frontal del teclat està ornat amb uns cortinatges i elements florals estucats i policromats amb una imatge de la Verge en un medalló al centre.
El teclat té quaranta-dues tecles, de Do1 a La4, fetes de boix tenyit de fosc en les naturals i les alterades clares, amb la part frontal dentada.
La mecànica de l'instrument és suspesa, i en el cas dels registres, en aquest orgue hi conviuen dues tècniques, registre partit i registre sencer. Això provoca que es necessiten dos tiradors per a cada joc de tubs un per la meitat esquerre del teclat i l'altre per la meitat dreta.
Per acabar: és un orgue positiu de taula, que a diferència del positiu de peu, es col·loca damunt d'una taula i no a peu pla.
Tenim una virtualització d'aquest orgue fet per en Pere Casulleras amb l'ajut de l'esmuc.